# Aponogeton kimberleyensis
Aponogeton kimberleyensis là một loài thực vật có hoa trong họ Aponogetonaceae. Loài này được Hellq. & S.W.L.Jacobs mô tả khoa học đầu tiên năm 1998.